# Ліллестрем (футбольний клуб)
«Ліллестрем» (норв. Lillestrøm Sportsklubb) — норвезький футбольний клуб з міста Ліллестрем. Заснований 2 квітня 1917 року в результаті злиття двох місцевих футбольних клубів. Матчі проводить на стадіоні «Оросен», який вміщує 12 250 глядачів. Середня відвідуваність ігор клубу становить 10 000 чоловік. «Ліллестрем» — рекордсмен Норвегії за кількістю сезонів без вильоту в нижчий дивізіон.

## Досягнення
- Чемпіонат Норвегії:
  -  Чемпіон: 1959, 1976, 1977, 1986, 1989
  -  Срібний призер: 1959–60, 1978, 1983, 1985, 1988, 1994, 1996, 2001

- Кубок Норвегії:
  -  Володар кубка: 1977, 1978, 1981, 1985, 2007, 2017
  -  Фіналіст: 1953, 1955, 1958, 1980, 1986, 1992, 2005, 2023

## Виступи в єврокубках
| Сезон   | Змагання                     | Раунд   | Суперник          | Вдома | На виїзді | В сукупності |
| ------- | ---------------------------- | ------- | ----------------- | ----- | --------- | ------------ |
| 1977–78 | Кубок європейських чемпіонів | Р1      | Аякс              | 2–0   | 0–4       | 2–4          |
| 1978–79 | Кубок європейських чемпіонів | Р1      | Лінфілд           | 1–0   | 0–0       | 1–0          |
| 1978–79 | Кубок європейських чемпіонів | Р2      | Аустрія Відень    | 0–0   | 1–4       | 1–4          |
| 1979–80 | Кубок володарів кубків       | ПР      | Рейнджерс         | 0–2   | 0–1       | 0–3          |
| 1982–83 | Кубок володарів кубків       | Р1      | Црвена Звезда     | 0–4   | 0–3       | 0–7          |
| 1984–85 | Кубок УЄФА                   | Р1      | Локомотив Лейпциг | 3–0   | 0–7       | 3–7          |
| 1986–87 | Кубок володарів кубків       | Р1      | Бенфіка           | 1–2   | 0–2       | 1–4          |
| 1987–88 | Кубок європейських чемпіонів | Р1      | Лінфілд           | 1–1   | 4–2       | 5–3          |
| 1987–88 | Кубок європейських чемпіонів | Р2      | Бордо             | 0–0   | 0–1       | 0–1          |
| 1989–90 | Кубок УЄФА                   | Р1      | Вердер            | 1–3   | 0–2       | 1–5          |
| 1990–91 | Кубок європейських чемпіонів | Р1      | Брюгге            | 1–1   | 0–2       | 1–3          |
| 1993–94 | Кубок володарів кубків       | КР      | Ніколь Таллінн    | 4–1   | 4–0       | 8–1          |
| 1993–94 | Кубок володарів кубків       | Р1      | Торіно            | 0–2   | 2–1       | 2–3          |
| 1994–95 | UEFA Cup                     | ПР      | Шахтар Донецьк    | 4–1   | 0–2       | 4–3          |
| 1994–95 | UEFA Cup                     | Р1      | Бордо             | 0–2   | 1–3       | 1–5          |
| 1995–96 | Кубок УЄФА                   | ПР      | Флора             | 4–0   | 0–1       | 4–1          |
| 1995–96 | Кубок УЄФА                   | Р1      | Брондбю           | 0–0   | 0–3       | 0–3          |
| 1996–97 | Кубок Інтертото              | Група 5 | Каунас            | N/A   | 4–1       | –            |
| 1996–97 | Кубок Інтертото              | Група 5 | Слайго Роверз     | 4–0   | N/A       | –            |
| 1996–97 | Кубок Інтертото              | Група 5 | Геренвен          | N/A   | 1–0       | –            |
| 1996–97 | Кубок Інтертото              | Група 5 | Нант              | 2–3   | N/A       | –            |
| 1997–98 | Кубок УЄФА                   | КР2     | Динамо Мінськ     | 1–0   | 2–0       | 3–0          |
| 1997–98 | Кубок УЄФА                   | Р1      | Твенте            | 2–1   | 0–1       | 2–2 (г)      |
| 2000–01 | Кубок УЄФА                   | КР      | Гленторан         | 1–0   | 3–0       | 4–0          |
| 2000–01 | Кубок УЄФА                   | Р1      | Динамо Москва     | 3–1   | 1–2       | 4–3          |
| 2000–01 | Кубок УЄФА                   | Р2      | Депортіво Алавес  | 1–3   | 2–2       | 3–5          |
| 2002–03 | Ліга чемпіонів               | КР2     | Желєзнічар        | 0–1   | 0–1       | 0–2          |
| 2006–07 | Кубок Інтертото              | Р2      | Кеплавік          | 4–1   | 2–2       | 6–3          |
| 2006–07 | Кубок Інтертото              | Р3      | Ньюкасл           | 0–3   | 1–1       | 1–4          |
| 2007–08 | Кубок УЄФА                   | КР1     | Кер'єнґ           | 2–1   | 0–1       | 2–2 (г)      |
| 2008–09 | Кубок УЄФА                   | КР2     | Копенгаген        | 2–4   | 1–3       | 3–7          |
| 2018–19 | Ліга Європи                  | КР2     | ЛАСК              | 1–2   | 0–4       | 1–6          |